# Francesco Repaci
Francesco Rèpaci (Palmi, 3 dicembre 1881  – Torino, 1953 ) è stato un avvocato e politico italiano.
Era fratello di Leonida Rèpaci, scrittore e cugino di primo grado di Francesco Antonio Repaci, economista.

## Biografia
Figlio di un muratore, Francesco Rèpaci compì studi giuridici a Napoli e a Roma e intraprende poi la professione di avvocato a Torino.
Socialista convinto, aderì all'Unione Socialista Italiana, un raggruppamento riformista creato da Leonida Bissolati.
Quando questo venne espulso dal Partito Socialista Italiano nel 1912, si avvicinò a Benito Mussolini. Allo scoppio della prima guerra mondiale si schierò con il fronte interventista e partì volontario per il fronte. Lì contrasse una malattia che lo paralizzerà, condannandolo all'immobilità per tutta la vita.
Dopo aver rotto i rapporti con Mussolini, si riavvicinò, nel primo dopoguerra, al Partito Socialista.
Fu testimone di un omicidio ai danni di un fascista a Palmi, e venne accusato di complicità nell'assassinio. Fu costretto a sei mesi di latitanza sulle montagne calabresi prima di essere riconosciuto innocente.
Nel 1922, in occasione della strage fascista operata da Piero Brandimarte a Torino, assunse la parte civile a favore delle vittime. In quella occasione scrisse una serie di articoli durissimi di protesta sull'Avanti! e su Il Grido del Popolo di Torino con lo pseudonimo di Giacomo Bonomo. Gli articoli vennero pubblicati nel 1924 con una prefazione di Pietro Nenni: Francesco Repaci, Terrorismo fascista, ed. Eclettica in Documenti. Il libro fu poi ristampatonel 1943 e nel 1945 sempre con prefazioni aggiuntive di Pietro Nenni.
Antifascista, Francesco Rèpaci continuò a svolgere l'attività di avvocato durante la dittatura. Sposato con Clielia Allegri, ebbe due figli: Antonino e Maria. Suo figlio Antonino Repaci sarebbe diventato magistrato e storico del fascismo.